# 宁夏大学
宁夏大学是一所位于中华人民共和国宁夏回族自治区银川市的全日制公立大学，始建于1958年，是宁夏回族自治区人民政府和教育部共建的综合性大学，国家“211工程”重点建设高校之一。

## 简介
宁夏大学设有24个学院，现有76个本科专业。有1个国家重点学科、1个国家重点（培育）学科，18个自治区重点学科，7个“211工程”重点建设学科、1个“211工程”重点培育学科，5个一级学科博士点、27个二级学科博士点，26个一级学科硕士点、160个二级学科硕士点，8个专业硕士学位授权点。有民族学、水利工程、草学3个博士后科研流动站。

## 历史
宁夏大学的前身是宁夏师范学院、宁夏农学院和宁夏医学院，创建于1958年9月。
1962年9月30日，三院合并正式成立宁夏大学。
1970年、1971年，宁夏医学院、宁夏农学院先后从宁夏大学分出单独设院。
1997年12月26日，宁夏大学与原宁夏工学院、银川高等师范专科学校（含宁夏教育学院）合并，组建新的宁夏大学。
2001年11月，教育部正式同意宁夏大学与宁夏农学院合并组建新的宁夏大学，并于2002年2月26日正式挂牌成立。
2004年，宁夏大学成为教育部与宁夏回族自治区人民政府共建高校。
2008年9月13日，宁夏大学进入“211工程”。
2014年4月17日，在宁夏中卫市沙坡头区设立宁夏大学（中卫校区）。

## 校区
银川市西夏区A、B、C及南校区四个校区，占地近3000亩；中卫校区位于中卫市沙坡头区体育馆西侧，占地2300亩。

## 院系专业
守正书院（人文与民族学部）
文学院
- 汉语言文学
- 汉语言文学（师范）

民族与历史学院
- 历史学
- 历史学（师范）

阿拉伯学院
- 阿拉伯语

外国语学院
- 英语
- 英语（师范）
- 俄语

国际教育学院
体育学院
- 体育教育（师范）
- 运动训练

尚德书院（哲学与艺术学部）
马克思主义学院
- 思想政治教育（师范）

新闻传播学院
- 新闻学
- 广告学

音乐学院
- 音乐学（师范）
- 音乐表演

美术学院
- 绘画
- 视觉传达设计

勤学书院（教育与社会学部）
法学院
- 法学
- 行政管理
- 工商管理
- 会计学
- 金融学

经济管理学院
- 经济学
- 农林经济管理

教师教育学院
- 小学教育（师范）
- 应用心理学
- 应用心理学（师范）
- 教育技术学

求是书院（数理与信息学部）
数学统计学院
- 数学与应用数学
- 数学与应用数学（师范）
- 信息与计算科学
- 应用统计学

物理学院
- 物理学
- 物理学（师范）

电子与电气工程学院
- 电气工程及其自动化
- 电子信息工程
- 通信工程

信息工程学院
- 计算机科学与技术
- 网络工程
- 软件工程（与阿里国际信息技术学院合作项目）

励行书院（生命与食品学部）
生命科学学院
- 生物科学
- 生物科学（师范）

动物科技学院
- 动物科学
- 动物医学

食品科学与工程学院
- 食品科学与工程

励行书院（工程与地理学部）
土木与水利工程学院
- 土木工程
- 道路桥梁与渡河工程
- 水利水电工程
- 农业水利工程

建筑学院
- 建筑学
- 城乡规划

地理科学与规划学院
- 地理科学
- 地理科学（师范）
- 人文地理与城乡规划
- 地理信息科学

润泽书院（农林与生态学部）
农学院
- 农学
- 植物保护
- 农业资源与环境

生态环境学院
- 生态学
- 环境科学与工程

林业与草业学院
- 林学
- 草业科学

葡萄酒与园艺学院
- 葡萄与葡萄酒工程（中外合作办学）
- 园艺
- 园林

鼎新书院（前沿科学与技术学部）
化学化工学院
- 化学
- 化学（师范）
- 化学工程与工艺

机械工程学院
- 机械工程
- 机械工程（中外合作办学）
- 过程装备与控制工程

材料与新能源学院
- 材料科学与工程
- 新能源科学与工程

博雅书院（中卫学部）
前沿交叉学院
- 软件工程（与中软国际共建项目）
- 大数据管理与应用

民族预科教育学院
新华学院
国际教育学院
继续教育学院
宁夏高等学校师资培训中心

## 学科建设

### 国家重点学科
- 草业科学
- 中国少数民族史（培育）

## 师资力量
- 两院院士 17人（柔性引进）
- 长江学者 1人
- 国务院特殊津贴 18人
- 国家百千万人才工程 21人
- 国家有突出贡献中青年专家 1人
- 国家级教学名师 2人

## 知名校友
- 刘慧   原银川师专中文专业毕业，现任宁夏回族自治区主席。
- 王正伟  宁夏大学中文系毕业，现任中国人民政治协商会议副主席，前宁夏回族自治区主席。